# Trường Đại học Sân khấu – Điện ảnh Thành phố Hồ Chí Minh
Trường Đại học Sân khấu – Điện ảnh Thành phố Hồ Chí Minh là trường đại học chuyên đào tạo nhóm ngành sân khấu, điện ảnh và nghệ thuật tại Thành phố Hồ Chí Minh. 

## Lịch sử
Ngày 10/7/1998: Trường Cao đẳng Sân khấu – Điện ảnh Thành phố Hồ Chí Minh được thành lập trên cơ sở sáp nhập Trường Nghệ thuật Sân khấu II và Trường Điện ảnh Việt Nam tại Thành phố Hồ Chí Minh được thành lập năm 1977.
Ngày 11/2/2007, Thủ tướng Chính phủ Nguyễn Tấn Dũng đã ký đồng ý về mặt chủ trương đề xuất thành lập Trường Đại học Sân khấu – Điện ảnh TPHCM trực thuộc Bộ Văn hóa, Thể thao và Du lịch, trên cơ sở nâng cấp Trường Cao đẳng Sân khấu – Điện ảnh TPHCM trực thuộc Bộ Văn hoá, Thể thao và Du lịch.
Ngày 13/10/2009, trường đã chính thức được Thủ tướng chính phủ ký duyệt nâng cấp lên thành trường đại học.
Tháng 1/2010, nhà trường tổ chức lễ đón nhận quyết định chính thức thành lập trường Đại học Sân khấu - Điện ảnh Thành phố Hồ Chí Minh.

## Các khoa
- Khoa Điện ảnh - Truyền hình;
- Khoa Sân khấu;
- Khoa Kịch hát dân tộc;
- Khoa Thiết kế mỹ thuật – hóa trang;
- Khoa Nhiếp ảnh.
- Khoa Quay Phim Điện ảnh - Truyền hình

## Các nhân vật nổi tiếng
Hiệu trưởng:
- Trần Minh Ngọc ( ? - 1998)

Những nhân vật từng học tập tại trường:
- NSƯT Thành Lộc
- Thanh Thủy
- NSƯT Hữu Châu, NS Hữu Nghĩa
- NSND Hồng Vân, NS Hồng Đào
- NSƯT Công Ninh
- Tiết Cương, Thúy Nga, NSƯT Hạnh Thúy, Việt Hương, Ngọc Thuận
- NSƯT Mạnh Tràng
- Trấn Thành, diễn viên hài, diễn viên phim, MC...
- Đại Nghĩa, diễn viên hài kiêm MC
- Trường Giang, diễn viên hài kiêm MC.
- Ốc Thanh Vân, diễn viên và MC
- Diễn viên Quý Bình
- Thu Trang, diễn viên hài, diễn viên phim
- Diễn viên Đại An (Anh Áo Đen)
- Diễn viên Nam Thư
- Diễn viên Nhã Phương
- Diễn viên Ninh Dương Lan Ngọc.
- Diễn viên Diệu Nhi
- Diễn viên Puka
- Diễn viên Oanh Kiều
- Diễn viên Lan Phương
- Diễn viên, Người mẫu, MC, Hoa hậu Hoàn vũ Việt Nam 2019 Nguyễn Trần Khánh Vân
- Diễn viên Yeye Nhật Hạ
- Diễn viên, người mẫu, Á hoàng Trang sức, Top 20 Hoa hậu Việt Nam 2010 Lê Huỳnh Thúy Ngân
- Diễn viên Lê Bê La
- Diễn viên Lương Thế Thành
- Diễn viên Lâm Vỹ Dạ
- Diễn viên Vân Trang
- Diễn viên Mai Tài Phến
- Diễn viên Hải Triều
- Diễn viên Dương Gia Mỹ
- Diễn viên Huỳnh Quý
- Diễn viên Quang Trung
- Diễn viên Phương Anh Đào
- Diễn viên Nguyên Thảo
- Đạo diễn, diễn viên NSƯT Trịnh Kim Chi
- Đạo diễn, diễn viên Huỳnh Lập
- Đạo diễn Nguyễn Quang Dũng.
- Đạo diễn NSƯT Nguyễn Phương Điền
- Đạo diễn Vũ Ngọc Đãng.
- Đạo diễn Văn Công Viễn
- Đạo diễn Trần Thanh Huy.
- Đạo diễn Lê Bình Giang.
- Đạo diễn Luk Vân.
- Đạo diễn Ngọc Hùng.
- Đạo diễn Trần Toàn.
- Đạo diễn Võ Thạch Thảo.
- Nhà sản xuất Lê Thị Kiều Nhi
- Diễn viên Khả Như
- Diễn viên Lê Dương Bảo Lâm
- Diễn viên NSUT Hạnh Thúy
- Diễn viên Trần Thùy Trang
- Diễn viên Anh Chàng Chí Thanh Đẹp Trai